# پنالتی راگبی

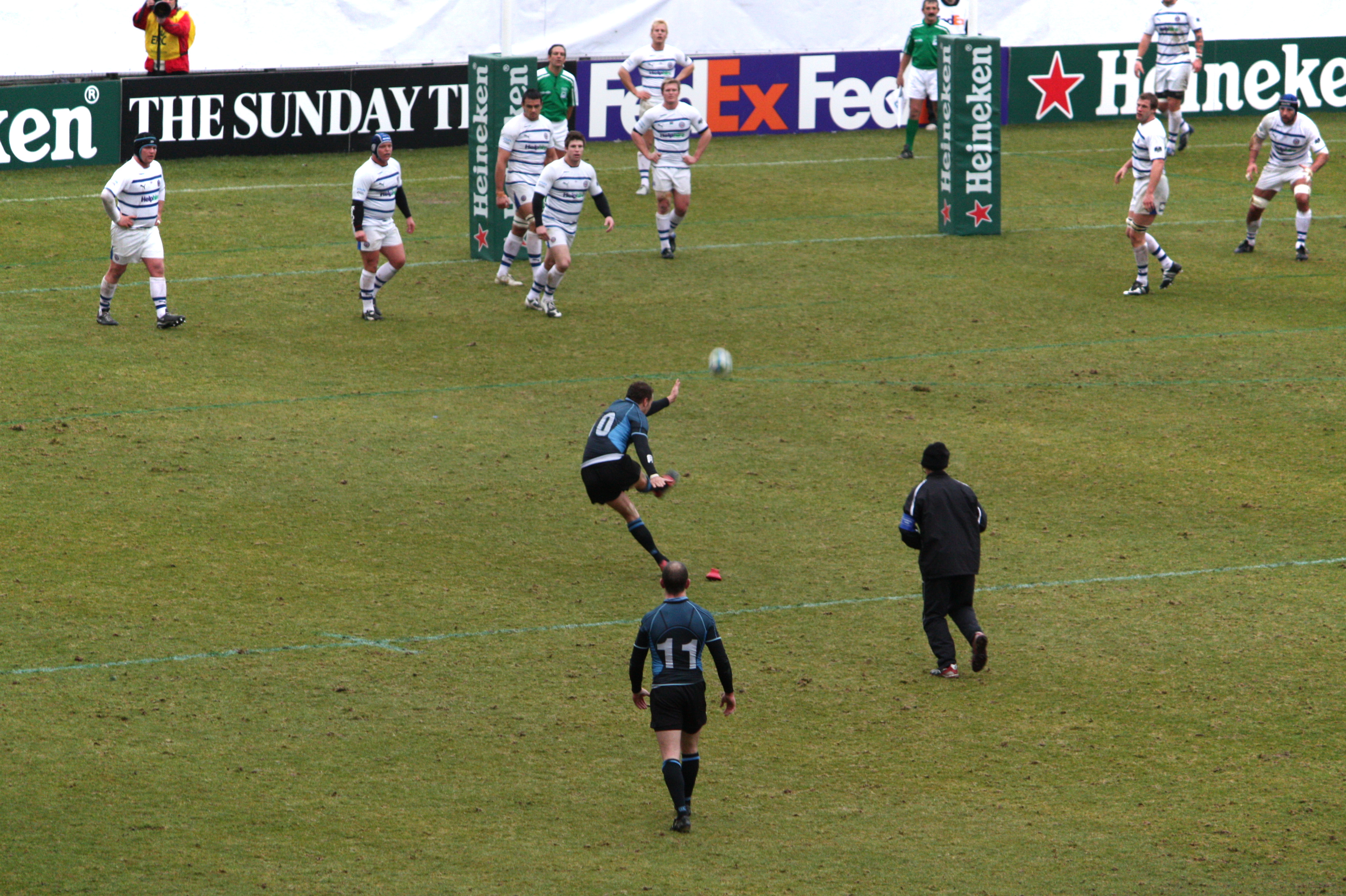

پنالتی در ورزش اتحادیه راگبی یکی از جریمه‌های اصلی است که داور برای تیم متخلف در نظر می‌گیرد. داور برای اعلام پنالتی در سوتش دمیده و دستش را با زاویهٔ ۴۵ درجه بین عمود و افق به سمت تیمی که خطا به سود آنهاست بالا می‌برد.

## خطاهایی که جریمه آن‌ها پنالتی است

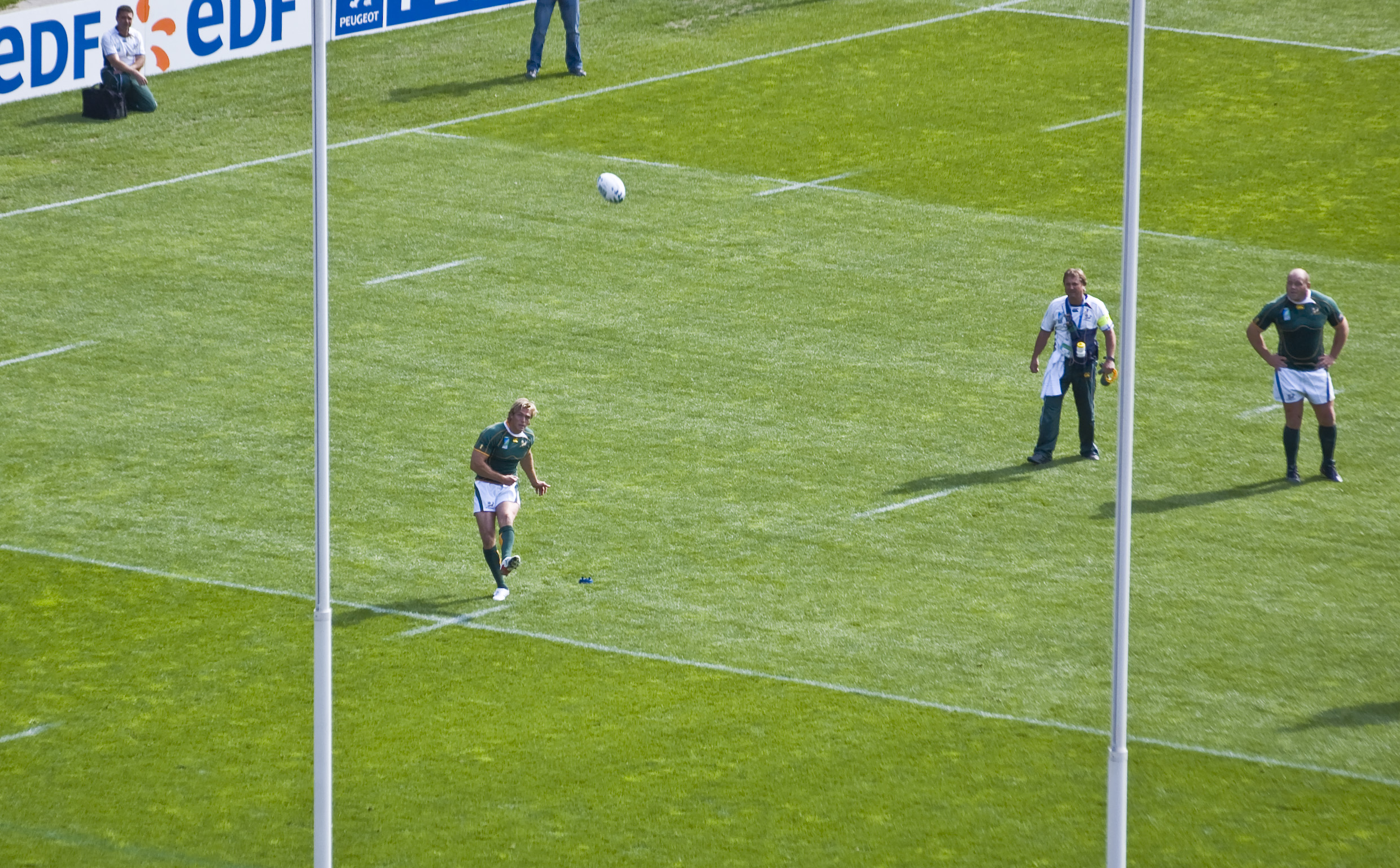

- بازیکن بعد از تکل‌شدن و زمین‌خوردن توپ را رها نکند، یا بازیکن تکل‌کننده بازیکن تکل‌شده را رها نکند.
- از کنار وارد ruck یا maul شدن. (خارج از دروازه ruck یا maul)
- قرار دادن یکی از پاها در ruck.
- ریختن عمدی scrum یا maul.
- خطاهای scrum: بازیکنان به صورت مناسب مقابل حریف قرار نگیرند؛ scrum را قبل از خارج شدن توپ ترک کنند؛ بازیکنان حریف را مستقیم هل ندهند.
- در آفساید باشند و به سمت زمین خود در حرکت نباشند.
- خطاهای تکل: تکل از بالا: منظور تماس با جایی بالاتر از شانه‌ها است؛ تکل بازیکن در هوا یا بازیکنی که روی زمین توسط بقیهٔ هم تیمی‌هایش گرفته شده؛ تکل یک بازیکن بدون این که برای به دست آوردن حمل‌کنندهٔ توپ تلاش کند. (مثلاً هل دادن یا شارژ کردن)
- بازی شدید یا نادرست: مشت زدن، با آرنج زدن، لگد زدن، با سر زدن، پشت پا انداختن و غیره…
- پرتاب کردن یا افتادن توپ به صورت فروارد (جلوتر از خود)
- تکل کردن یا گرفتن بازیکنی از حریف که توپ را در اختیار ندارد.
- جلوگیری کردن از این که بازیکن تیم حریف بازیکن صاحب توپ را تکل کند. (crossing)
- ده متر عقب نرفتن به هنگام اعلام پنالتی
- بحث کردن یا مخالفت کردن با تصمیم داور یا ناسزا گفتن یا رفتاری در مقابل مسئولان برگزاری مسابقه.
- هر رفتاری که داور آن را مخالف روح ورزشی بداند. (به عنوان مثال انداختن توپ به بیرون از زمین در زمانی که بازی متوقف شده برای جلوگیری از شروع سریع بازی مخصوصاً در اواخر مسابقه)

داورها در برخی موارد بعضی از این خطاها را اعلام نمی‌کنند زمانی که بفهمند بازیکن قصد شکستن
قوانین را نداشته. (به عنوان مثال یک tackle کمی دیر روی بازیکنی که توپ را پاس داده یا
شوت زده)
یا اگر متوجه شود که بازیکن تأثیری در بازی نداشته (به عنوان مثال بازیکنی که در موقعیت
آفساید قرار دارد اما مداخله‌ای در بازی نمی‌کند)
همین‌طور ممکن است یک داور به یک تیم دربارهٔ خطای تکنیکی هشدار بدهد (مخصوصا در scrum و ruck)
قبل از این که خطای آن‌ها را اعلام کند.

## اشکال مختلف شروع دوباره بازی
تیمی که پنالتی به سود آن اعلام شده، بازی را با یک شوت یا یک scrum به نفع خود شروع می‌کند.
اگر شوت انتخاب شود تیم خطاکار باید ده متر عقب‌تر از محل خطا قرار بگیرد یا اگر نزدیک
خط try هستند روی خط try جا بگیرند. ۴ روش برای شروع دوباره بازی وجود دارد:
- یک ضربهٔ کوچک با پا (به اصطلاح tap and go یا run) به‌طوری‌که بازیکن توپ را رها کرده و با پا به آن به سمت بالا ضربه می‌زند تا حدود بازوانش و سپس آن را می‌گیرد و به سمت جلو حرکت می‌کند. معمولاً خیلی سریع زده می‌شود برای غافل گیر کردن تیم حریف زمانی که آرایش دفاعی ندارد.

اگر تیمی که پنالتی به سود آنهاست بازی را سریع شروع کند وبازیکن‌های حریف ۱۰ متر عقب نرفته باشند و در بازی اثر بگذارند، داور دوباره اعلام پنالتی می‌کند البته از ۱۰ متر جلوتر.
- شوت به سمت out کنار زمین (punt). در این روش تیمی که پنالتی به سود آن اعلام شده از همان‌جا توپ را به سمت بیرون زمین می‌شوتد اگر توپ بدون برخورد با زمین به بیرون رود out از همان جایی که توپ بیرون رفته و به سود همان تیم اعلام می‌شود. این بهترین روش برای گرفتن زمین از حریف است. همچنین می‌توان با بیرون زدن توپ نزدیک خط ترای حریف و ایجاد یک maul قوی شانس زیادی برای زدن ترای داشت.
- شوت به سمت گل پست (penalty kick). اگر توپ به گل پست نزدیک باشد و شرایط مهیا باشد معمولاً از این روش استفاده می‌شود. در این حالت تیمی که پنالتی به سود آنهاست توپ را روی استند کاشته و به سمت گل پست می‌شوتد. (البته ممکن است توپ را به صورت drop kick هم بزنند) اگر پنالتی موفقیت‌آمیز باشد ۳ امتیاز برای تیم به دست می‌آید و تیم حریف بازی را از میانهٔ زمین آغاز می‌کند. اگر پنالتی از دست برود ولی توپ در زمین بازی باقی بماند، بازی ادامه پیدا می‌کند. اگر پنالتی از دست برود و توپ هم از زمین بازی خارج شود تیم حریف بازی را از ۲۲ متر خودی و با یک drop kick شروع می‌کند.
- Scrum. معمولاً تیم مهاجم زمانی scrum را انتخاب می‌کند که می‌خواهد تمام فرواردهای تیم حریف را یک جا جمع کند تا backها بتوانند یک به یک مقابل تیم حریف قرار بگیرند.